# 布萊克芒廷鎮區 (北卡羅萊納州班康縣)
布萊克芒廷鎮區（英語：Black Mountain Township）是位於美國北卡羅萊納州班康縣的一個鎮區。

## 地方資料
布萊克芒廷鎮區的面積為120.95平方千米，皆為陸地。根據2020年美國人口普查的數據，當地共有人口14732人，而人口密度為每平方千米121.8人。